# Canton de Pernes-les-Fontaines
Le canton de Pernes-les-Fontaines un canton français situé dans le département de Vaucluse, en région Provence-Alpes-Côte d'Azur.

## Histoire
Un nouveau découpage territorial du département de Vaucluse entre en vigueur à l'occasion des premières élections départementales suivant le décret du 25 février 2014. Les conseillers départementaux sont, à compter de ces élections, élus au scrutin majoritaire binominal mixte. Les électeurs de chaque canton élisent au Conseil départemental, nouvelle appellation du Conseil général, deux membres de sexe différent, qui se présentent en binôme de candidats. Les conseillers départementaux sont élus pour 6 ans au scrutin binominal majoritaire à deux tours, l'accès au second tour nécessitant 12,5 % des inscrits au 1er tour. En outre la totalité des conseillers départementaux est renouvelée. Ce nouveau mode de scrutin nécessite un redécoupage des cantons dont le nombre est divisé par deux avec arrondi à l'unité impaire supérieure si ce nombre n'est pas entier impair, assorti de conditions de seuils minimaux. En Vaucluse, le nombre de cantons passe ainsi de 24 à 17. Le nombre de communes du canton de Pernes-les-Fontaines passe de 6 à 21.

## Représentation

### Conseillers généraux de 1833 à 2015
| Période             | Période             | Identité                    | Étiquette                                | Qualité |
| ------------------- | ------------------- | --------------------------- | ---------------------------------------- | --- |
| 1833                | 1845                | Paul Tramier de Laboissière | Gauche                                   | Agriculteur - exploitant de carrières Député (1831-1834 et 1848-1849)                                                   |
| 1845                | 1870                | Louis Giraud                |                                          | Notaire Fondateur et directeur du Canal de Carpentras Maire de Pernes-les-Fontaines (1833-1835, 1844-1848 et 1853-1865) |
| 1870                | 1871                | François Ubassy             |                                          | Tisserand Membre de la Commission départementale                                                                        |
| 1871                | 1874                | Célestin Bressy             |                                          | Propriétaire à Pernes-les-Fontaines                                                                                     |
| 1874                | 1880                | Louis Paul Antoine Frizet   | Droite                                   | Propriétaire à Pernes-les-Fontaines                                                                                     |
| 1880                | 1892                | Camille Fabre               | Républicain                              | Avocat, magistrat, Président du Conseil Général (1880-?)                                                                |
| 1892                | 1910                | Jean-Baptiste Saint-Martin  | Boulangiste puis Révisionniste puis Rad. | Avocat - Député de Vaucluse (1877-1889 et 1906-1910) Député de la Seine (1889-1893)                                     |
| 1910                | 1919                | Louis Igolen                | Rad.                                     | Propriétaire - Maire de Pernes-les-Fontaines                                                                            |
| 1919                | 1922                | Clovis Germain              | PRS                                      | Docteur en médecine à Pernes-les-Fontaines                                                                              |
| 1922                | 1932                | Paul Degoutte               | Socialiste unifié puis SFIO puis DVG     | Expéditeur à Avignon |
| 1932                | 1940                | Paul Chiron                 | SFIO                                     | Propriétaire, agriculteur Maire de Pernes-les-Fontaines (1925-1939)                                                     |
| 1942                | 1945                | Henri de Soye (1905-1963)   |                                          | Rédacteur Maire de Pernes-les-Fontaines Nommé conseiller départemental en 1942                                          |
| 1945                | 1962 (décès)        | Eugène Figeard (1883-1962)  | Rad.                                     | Cultivateur à Pernes-les-Fontaines                                                                                      |
| 3 juin 1962         | 1976                | Léon Ayme                   | SFIO puis PS                             | Agriculteur Député (1963-1968), maire de Pernes-les-Fontaines (1971-1977)                                               |
| 1976                | 1996 (invalidation) | Gilbert Espenon (1924-2015) | UDF                                      | Trufficulteur Maire de Saint-Didier (1965-2005)                                                                         |
| 1996                | 2002 (décès)        | Hervé de Chirée (1927-2002) | RPR                                      | Ancien directeur de société de transport Maire de Pernes-les-Fontaines (1983-1997)                                      |
| 1er décembre 2002 - | 2015                | François Pantagène          | UMP                                      | Grossiste en fruits et légumes adjoint au maire de Pernes-les-Fontaines                                                 |

### Conseillers d'arrondissement (de 1833 à 1940)
Le canton de Pernes avait deux conseillers d'arrondissement.
| Période                                  | Période | Identité       | Étiquette   | Qualité |
| ---------------------------------------- | ------- | -------------- | ----------- | --- |
| 1833                                     |         | M. Cabissole   |             | Maire de Venasque                                                                                           |
| 1833                                     |         | M. Boyer       |             | Curé de Pernes                                                                                              |
|                                          |         |                |             | |
| 1907                                     | 1913    | M. Jouvin      | Républicain | |
| 1907                                     | 1913    | Maurice Mouton | Républicain | Propriétaire à La Roque-sur-Pernes                                                                          |
| 1913                                     |         | Noël Martin    |             | Propriétaire à Saint-Didier                                                                                 |
| 1913                                     | 1940    | Calixte Morel  | Radical     | Propriétaire à Saint-Didier                                                                                 |
|                                          | 1940    | Robert Ricard  | Radical     | |
| 1940                                     |         |                |             | Les conseils d'arrondissement ont été suspendus par la loi du 12 octobre 1940 et n'ont jamais été réactivés |
| Les données manquantes sont à compléter. |         |                |             | |

### Conseillers départementaux  depuis 2015
| Période élective | Période élective | Mandat | Mandat   | Identité     | Nuance | Nuance | Qualité |
| ---------------- | ---------------- | ------ | -------- | ------------ | ------ | ------ | --- |
| 2015             | 2021             | 2015   | 2021     | Gisèle Brun  |        | PS     | Cadre dans une entreprise de fournitures agricoles                                                                                                 |
| 2015             | 2021             | 2015   | 2021     | Max Raspail  |        | PS     | Exploitant agricole retraité, maire de Blauvac Ancien conseiller général du Canton de Mormoiron (2004-2015) Président de la Communauté de Communes |
| 2021             | 2028             | 2021   | en cours | Max Raspail  |        | PS     | Conseiller sortant |
| 2021             | 2028             | 2021   | en cours | Myriam Silem |        | DVG    | Avocat, Pernes-les-Fontaines |

### Résultats détaillés

#### Élections de mars 2015
À l'issue du 1er tour des élections départementales de 2015, trois binômes sont en ballottage : Julien Langard et Caroline Lopez (FN, 37,23 %), Gisèle Brun et Max Raspail (PS, 36,07 %) et François Pantagene et Michèle Sorbier (UMP, 26,7 %). Le taux de participation est de 60,93 % (16 278 votants sur 26 714 inscrits) contre 54,43 % au niveau départemental et 50,17 % au niveau national.
Au second tour, Gisèle Brun et Max Raspail (PS) sont élus avec 53,08 % des suffrages exprimés et un taux de participation de 63,98 % (8 350 voix pour 17 092 votants et 26 713 inscrits).

#### Élections de juin 2021
Le premier tour des élections départementales de 2021 est marqué par un très faible taux de participation (33,26 % au niveau national). Dans le canton de Pernes-les-Fontaines, ce taux de participation est de 40,26 % (11 245 votants sur 27 933 inscrits) contre 34,94 % au niveau départemental. À l'issue de ce premier tour, deux binômes sont en ballottage : Georges Michel et Catherine Rimbert (RN, 32,25 %) et Max Raspail et Myriam Silem (DVG, 26,67 %).
Le second tour des élections est marqué une nouvelle fois par une abstention massive équivalente au premier tour. Les taux de participation sont de 34,36 % au niveau national, 38,18 % dans le département et 43,81 % dans le canton de Pernes-les-Fontaines. Max Raspail et Myriam Silem (DVG) sont élus avec 56,15 % des suffrages exprimés (6 422 voix pour 12 256 votants et 27 974 inscrits),,.

## Composition

### Composition avant 2015

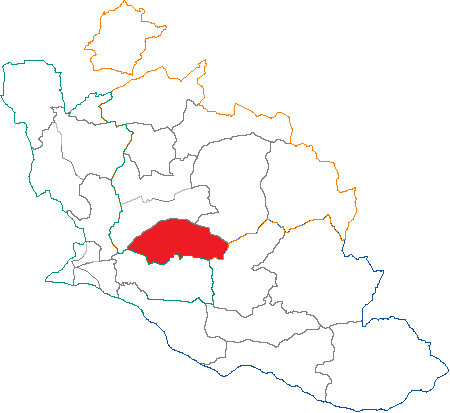
Situation du canton de Pernes-les-Fontaines dans le département de Vaucluse avant 2015.

Le canton de Pernes-les-Fontaines regroupait 6 communes.
| Nom                              | Code Insee | Codepostal | Superficie (km2) | Population (dernière pop. légale) | Densité (hab./km2) |
| -------------------------------- | ---------- | ---------- | ---------------- | --------------------------------- | ------------------ |
| Pernes-les-Fontaines (chef-lieu) | 84088      | 84210      | 51,12            | 10 429 (2012)                     | 204                |
| Le Beaucet                       | 84011      | 84210      | 9,04             | 337 (2012)                        | 37                 |
| La Roque-sur-Pernes              | 84101      | 84210      | 11,03            | 441 (2012)                        | 40                 |
| Saint-Didier                     | 84108      | 84210      | 3,62             | 2 147 (2012)                      | 593                |
| Velleron                         | 84142      | 84740      | 16,39            | 2 927 (2012)                      | 179                |
| Venasque                         | 84143      | 84210      | 35,01            | 1 158 (2012)                      | 33                 |

### Composition depuis 2015
Le canton de Pernes-les-Fontaines regroupe désormais 21 communes entières.
| Nom                                          | Code Insee | Intercommunalité            | Superficie (km2) | Population (dernière pop. légale) | Densité (hab./km2) | Modifier                                    |
| -------------------------------------------- | ---------- | --------------------------- | ---------------- | --------------------------------- | ------------------ | ------------------------------------------- |
| Pernes-les-Fontaines (bureau centralisateur) | 84088      | CA Les Sorgues du Comtat    | 51,12            | 10 433 (2022)                     | 204                | modifier les données · modifier les données |
| Aurel                                        | 84005      | CC Ventoux Sud              | 28,90            | 186 (2022)                        | 6,4                | modifier les données · modifier les données |
| Le Beaucet                                   | 84011      | CA Ventoux-Comtat Venaissin | 9,04             | 381 (2022)                        | 42                 | modifier les données · modifier les données |
| Bédoin                                       | 84017      | CA Ventoux-Comtat Venaissin | 91,03            | 3 077 (2022)                      | 34                 | modifier les données · modifier les données |
| Blauvac                                      | 84018      | CC Ventoux Sud              | 20,80            | 555 (2022)                        | 27                 | modifier les données · modifier les données |
| Crillon-le-Brave                             | 84041      | CA Ventoux-Comtat Venaissin | 7,63             | 489 (2022)                        | 64                 | modifier les données · modifier les données |
| Flassan                                      | 84046      | CA Ventoux-Comtat Venaissin | 20,60            | 455 (2022)                        | 22                 | modifier les données · modifier les données |
| Malemort-du-Comtat                           | 84070      | CC Ventoux Sud              | 11,92            | 1 952 (2022)                      | 164                | modifier les données · modifier les données |
| Mazan                                        | 84072      | CA Ventoux-Comtat Venaissin | 37,92            | 6 272 (2022)                      | 165                | modifier les données · modifier les données |
| Méthamis                                     | 84075      | CC Ventoux Sud              | 36,81            | 453 (2022)                        | 12                 | modifier les données · modifier les données |
| Modène                                       | 84077      | CA Ventoux-Comtat Venaissin | 4,73             | 461 (2022)                        | 97                 | modifier les données · modifier les données |
| Monieux                                      | 84079      | CC Ventoux Sud              | 47,12            | 268 (2022)                        | 5,7                | modifier les données · modifier les données |
| Mormoiron                                    | 84082      | CC Ventoux Sud              | 25,03            | 1 882 (2022)                      | 75                 | modifier les données · modifier les données |
| La Roque-sur-Pernes                          | 84101      | CA Ventoux-Comtat Venaissin | 11,03            | 431 (2022)                        | 39                 | modifier les données · modifier les données |
| Saint-Christol                               | 84107      | CC Ventoux Sud              | 46,08            | 1 416 (2022)                      | 31                 | modifier les données · modifier les données |
| Saint-Didier                                 | 84108      | CA Ventoux-Comtat Venaissin | 3,62             | 2 192 (2022)                      | 606                | modifier les données · modifier les données |
| Saint-Pierre-de-Vassols                      | 84115      | CA Ventoux-Comtat Venaissin | 4,93             | 504 (2022)                        | 102                | modifier les données · modifier les données |
| Saint-Trinit                                 | 84120      | CC Ventoux Sud              | 16,66            | 120 (2022)                        | 7,2                | modifier les données · modifier les données |
| Sault                                        | 84123      | CC Ventoux Sud              | 111,15           | 1 348 (2022)                      | 12                 | modifier les données · modifier les données |
| Venasque                                     | 84143      | CA Ventoux-Comtat Venaissin | 35,01            | 1 069 (2022)                      | 31                 | modifier les données · modifier les données |
| Villes-sur-Auzon                             | 84148      | CC Ventoux Sud              | 27,08            | 1 292 (2022)                      | 48                 | modifier les données · modifier les données |
| Canton de Pernes-les-Fontaines               | 8412       |                             | 648,21           | 35 236 (2022)                     | 54                 | modifier les données                        |

## Démographie

### Démographie avant 2015
| 1962  | 1968  | 1975  | 1982   | 1990   | 1999   | 2006   | 2011   | 2012   |
| ----- | ----- | ----- | ------ | ------ | ------ | ------ | ------ | ------ |
| 7 529 | 8 554 | 9 421 | 11 433 | 13 892 | 16 611 | 17 355 | 17 514 | 17 439 |

### Démographie depuis 2015
En 2022, le canton comptait 35 236 habitants, en évolution de +5,36 % par rapport à 2016 (Vaucluse : +1,73 %, France hors Mayotte : +2,11 %).
| 2013   | 2018   | 2022   |
| ------ | ------ | ------ |
| 33 957 | 34 170 | 35 236 |